# Liwiidae
Liwiidae — родина трилобітів ряду Nectaspida, що існувала протягом силурійського періоду. Представники родини характеризуються простою будовою тіла: відсутні очі, поздовжня вісь та нечітко виражений цефалон. В еволюційному плані Liwiidae найближчі до родини Naraoiidae.

## Класифікація
- Buenaspis Budd, 1999

- Buenaspis forteyi  Budd, 1999

- Liwia Dzik and Lendzion, 1988

- Liwia plana Lendzion, 1975
- Liwia convexa Lendzion 1975

- Soomaspis Fortey & Theron, 1995

- Soomaspis splendida Fortey & Theron, 1995

- Tariccoia Hammann et al., 1990

- Tariccoia arrusensis Hammann et al., 1990